# Нова Весь-Мала (Ольштинський повіт)
Нова Весь-Мала (пол. Nowa Wieś Mała) — село в Польщі, у гміні Добре Място Ольштинського повіту Вармінсько-Мазурського воєводства.
Населення — 242 особи (2011).
У 1975-1998 роках село належало до Ольштинського воєводства.

## Демографія
Демографічна структура станом на 31 березня 2011 року:
|          | Загалом | Допрацездатний вік | Працездатний вік | Постпрацездатний вік |
| -------- | ------- | ------------------ | ---------------- | -------------------- |
| Чоловіки | 134     | 32                 | 92               | 10                   |
| Жінки    | 108     | 23                 | 69               | 16                   |
| Разом    | 242     | 55                 | 161              | 26                   |